# کورتلند (کالیفرنیا)
کورتلند (به انگلیسی: Courtland) یک منطقهٔ مسکونی در ایالات متحده آمریکا است که در شهرستان ساکرامنتو، کالیفرنیا واقع شده‌است. کورتلند ۴٫۶۶۲ کیلومتر مربع مساحت و ۳۵۵ نفر جمعیت دارد و ۳٫۹۶ متر بالاتر از سطح دریا واقع شده‌است.